# Stanislas Solski
Stanislas Solski (en polonais Stanisław Solski), né le 21 septembre 1622  à Kalisz (Pologne) et décédé le 8 janvier 1701 à Cracovie (Pologne), est un prêtre jésuite polonais, mathématicien, architecte et écrivain.

## Biographie
Né le 21 septembre 1622 à Kalisz, en Pologne, le jeune Stanislas entre à 16 ans dans la Compagnie de Jésus. Il commence son noviciat, à Cracovie, le 9 août 1638. Plus tard, tout en étudiant la philosophie à Kalisz il s’initie également aux mathématiques, branche qu’il enseigne tout en faisant ses études de théologie, à Poznań.  En 1650 il est ordonné prêtre, à Poznań. 
En 1654, Solski est envoyé comme aumônier de l'ambassade de Pologne à Constantinople (aujourd'hui Istanboul), où il reste jusqu'en 1661, y aidant les nombreux prisonniers (catholiques) polonais dans l'empire ottoman. Au cours de ces années, il apprend la langue turque et s’intéresse aux hiéroglyphes, ce qui l’amène à correspondre avec le père Athanase Kircher, à Rome.
De retour en Pologne, il est aumônier dans l'armée du commandant général Jean Sobieski. Pendant son séjour à Cracovie, Solski construit (à partir de 1670) un nouveau bâtiment pour l'école fondée par l'évêque de Cracovie Andrzej Trzebicki (en), aménage trois maisons médiévales en la maison professe des Jésuites, reconstruit (en 1687) l'église gothique Sainte-Barbe et bâtit église et couvent pour les religieuses de la Visitation.  
Il œuvre également à Kielce et Bodzentyn pour le nouvel évêque de Cracovie (à partir de 1680), Mgr Jan Malachowski, et a presque certainement supervisé la construction de la chapelle Morsztyn à Wieliczka, conçue par son confrère Jan Ignacy Delamars (1656-1719). En 1683, le conseil municipal lui demande de faire partie de la commission chargée d'examiner les fondations de l’hôtel de ville.
Cependant l’intérêt principal de Solski et sa vraie compétence s’exerce dans l'application pratique des mathématiques. Sa principale publication (en 1690) Architekt polski (‘L'architecte polonais’), expose les règles de base de la mécanique élémentaire et décrit comment construire et faire fonctionner les machines utilisées dans le bâtiment, ainsi que dans d'autres métiers. Ce premier volume (d’une trilogie) est un monument de la littérature technologique polonaise Les volumes II et III, qui n'ont jamais été publiés, étaient consacrés au logement et à l'architecture religieuse et militaire.
Une autre œuvre ‘pratique’ de Solski est son Geometra polski (L'arpenteur polonais), un vaste traité en trois volumes (1683-1686) sur l'art de l'arpentage pour lequel il introduisit le vocabulaire technique nécessaire en polonais. Dans sa jeunesse il a également écrit deux opuscules sur le mouvement continu et a essayé de construire une machine pour elle. 
Également auteur de quelques ouvrages sur la vie ascétique (largement oubliés) le père Stanislas Solski meurt le 8 janvier 1701, à Cracovie.

## Écrits
- Machina exhibendo motu perpetuo artificiali..., Cracovie, 1663.
- Rozmy_lania codzienne... 4 vol., Cracovie, 1676-1681.
- Geometra polski, 3 vol., Cracovie, 1683-1686.
- Praxis nova et expeditissima geometrice mensurandi distantias, altitudines et profunditates, Cracovie, 1688.
- Architekt polski, Cracovie, 1690.